# A Portela (Laroco)
A Portela (llamado oficialmente A Portela de Portomourisco) es un lugar situado en la parroquia de Portomourisco, del municipio español de Laroco, en la provincia de Orense, Galicia.

## Demografía
| Gráfica de evolución demográfica de A Portela entre 2000 y 2022 |
|                                                                 |
| Datos según el nomenclátor publicado por el INE.                |